# スダルマン
スダルマン（Sudharman）は、ジャイナ教のマハーヴィーラの11人の高弟（ガナダラ）のうちの最後の生き残りで、マハーヴィーラ亡きあとの教団を率い、聖典を伝承した。アルダマーガディー語ではスハンマ。バラモンの出身で、ゴートラはアーグニヴェーシヤーヤナ（アッギヴェーサーナ）。

## 概要
『アーヴァッサヤ・ニッジュッティ』（アーヴァシヤカ・ニルユクティ）によると、スダルマンはマガダ国コーッラーカのバラモンとして生まれた。マハーヴィーラには11人のガナダラがあったが、スダルマンはその5番目であった。マハーヴィーラの弟子になったのは50歳のときで、その30年後にマハーヴィーラが没した。11人のガナダラのうち当時生きのこっていたのはインドラブーティ・ガウタマとスダルマンのふたりだけだった。ガウタマはマハーヴィーラの没後すぐに完全智を得、その後はスダルマンが教団を率いたと考えられる。スダルマンはまた聖典の唯一の伝承者となった。12年後に完全智に達し、ラージャグリハにおいて100歳で没したと伝えられる。
スダルマンは弟子のジャンブーに聖典を伝承した。聖典の多くはスダルマンがマハーヴィーラから聞いたことをジャンブーに話す形式で書かれている。ジャンブーは最後の完全者（完全智に達した人物）とされる。ジャンブーより後の聖典伝承者は聴聞完全者（śruta-kevalin）と呼ばれる。聖典は150年間ほど完全に伝承されたが、バドラバーフのときに飢饉によって教団は散り散りとなり、伝承に大きな損失が発生したといわれる。